# Parti démocratique populaire d'Afghanistan
Le Parti démocratique populaire d'Afghanistan (en dari : حزب دموکراتيک خلق افغانستان, Hezb-e dimūkrātĩk-e khalq-e Afghānistān ; en pachto : د افغانستان د خلق دموکراټیک ګوند, Da Afghanistān da khalq dimukrātīk gund) était un parti communiste inspiré du marxisme-léninisme fondé le 1er janvier 1965 et dissout en mai 1992. En avril 1978, avec l'aide de l'Armée nationale afghane, le parti prendra le pouvoir lors de la « révolution de Saur » et proclamera la République démocratique d'Afghanistan qui durera jusqu'en 1992, date à laquelle les moudjahidines renversent le gouvernement communiste.

## Historique

Drapeau du Parti démocratique populaire d'Afghanistan.

### Formation
Après la formation de l'URSS, des suites de la révolution russe de 1917, les idées communistes arrivent en Afghanistan par les républiques frontalières d'Asie centrale constituantes de l'URSS : l'Ouzbékistan, le Tadjikistan et le Turkménistan. Néanmoins, si la plupart des partis communistes du monde sont fondés dans les années 1920, suivant la création de la IIIème internationale, en Afghanistan, le marxisme reste des dizaines d'années durant cantonné auprès d'une poignée d'intellectuels.
Les habitants de l'Afghanistan avaient l'habitude de discuter en groupes, ou collectivement. Ainsi, par exemple, il y avait les Loya Jirga, sortes de réunions publiques, qui avaient souvent les chefs de tribus à leurs têtes, où les idées révolutionnaires.
Le lent essor du marxisme en Afghanistan ne commence qu'au milieu des années 1950, quand l'Afghanistan, jusque-là coupé du reste du monde, se rapproche de l'URSS : la longue coopération entre les deux pays, en particulier dans les domaines techniques et militaires va aboutir à la formation de nombreux jeunes et officiers par les soviétiques, réussissant peu à peu à pénétrer l'armée et la fonction civile du pays. L'influence du marxisme ne touche donc surtout que les jeunes générations de l'élite urbaine aisée. Le mouvement va ensuite contribuer à la naissance d'un mouvement syndical ouvrier, et toucher des paysans sans terres, et remettre en cause l'aristocratie du pays, tout comme les institutions du Royaume d'Afghanistan.
Le Parti démocratique populaire d'Afghanistan est ainsi créé le 1er janvier 1965, avec Nour Mohammad Taraki comme secrétaire général et Babrak Karmal comme adjoint, dans un contexte de semi-démocratie permise par le roi Zaher Shah. Les quelques dizaines de membres fondateurs sont surtout des jeunes des classes aisées, ouverts aux idées occidentales, et qui ont voyagés. Certains sont diplômés de prestigieuses universités, comme Cambridge, en Grande-Bretagne. Le parti se présente aux élections législatives de septembre 1965, et envoie 4 de ses 8 candidats au parlement. Le parti exhorte le gouvernement à suivre une voie de développement non-capitaliste, et appelle à la création d'un front national-démocratique, ne se plaçant donc pas ouvertement dans l'opposition. La priorité du parti est alors de se constituer une base de soutien plus large, en particulier dans le corps des enseignants.

### Première scission (1967-1977)
Très vite, le PDPA s'est divisé en deux tendances, le Khalq (le Peuple) et le Parcham (le Drapeau). Le Parcham est principalement représenté par des Tadjiks issus des classes supérieures (Babrak Karmal, qui le dirigera, est fils de général) parlant le dari, persan de cour, tandis que le Khalq est surtout issu des classes populaires et de la petite bourgeoisie pachtoune (comme Taraki et Hafizoullah Amin). L'expansion du PDPA commence dans les années 1960, quand les classes populaires accédèrent à l'université sans trouver d'emplois à la sortie. Le reste de la population, très pauvre et conservatrice, est réticente ou ne connait pas les idées communistes. Il y aura très peu de pédagogie pour informer la population, et le parti ne réussira jamais vraiment à se constituer une large base de soutien au sein de la population rurale. Les deux factions se réunifient à l'été 1977 pour faire face au gouvernement de plus en plus répressif et menaçant de Daoud Khan. Les deux organisations ne réussiront jamais vraiment à surmonter leurs différences.

### Révolution de Saur
L'avènement de la révolution communiste en Afghanistan est généralement attribué à l'assassinat de Mir Akbar Khyber, le 17 avril 1978. Celui-ci était un membre éminent du Parti démocratique du peuple de l'Afghanistan (PDPA) et, prétendument, fut assassiné par le gouvernement du président Mohammad Daoud Khan. Le gouvernement nia toute implication, mais les dirigeants du PDPA craignirent que Daoud ne planifiât de les exterminer tous. Beaucoup furent arrêtés après les funérailles de Khyber, dont Nour Mohammad Taraki et Babrak Karmal. Hafizullah Amin et un certain nombre d'officiers de l'aile militaire du PDPA avaient réussi à rester en liberté et étaient organisés. Le 27 avril 1978, les militaires fidèles au parti renversent le régime de Mohammad Daoud, qui est exécuté avec sa famille dans la matinée du 28 avril 1978. Le soulèvement est connu comme la « Révolution de Saur » (Saur, se référant au mois d'avril dans le calendrier persan). Le 30 avril, Taraki devint président et premier ministre du pays, qui fut alors rebaptisé République démocratique d'Afghanistan.

### Le PDPA au pouvoir (1978-1992)

#### Gouvernement duKhalq(1978-1979)
Sous la monarchie, l’espérance de vie était de 35 ans, notamment à cause de la forte mortalité infantile. L’analphabétisme touchait 90% de la population. Le changement de régime semble dans un premier temps soutenu par le peuple afghan. Les journalistes étrangers présents à Kaboul, rapporte le New York Times, ont été surpris de constater que « presque tous les Afghans qu’ils ont interrogés ont déclaré qu’ils étaient ravis du coup d’État ». Le Washington Post rapporte que « la loyauté des Afghans envers le gouvernement peut difficilement être mise en doute ».
La faction la plus radicale et largement majoritaire du PDPA, le Khalq, domine alors le gouvernement et exclut du pouvoir le Parcham à l'été 1978. Beaucoup de leurs millitants ou sympathisants seront exilés, emprisonnés ou exécutés par le Khalq sur les ordres de Taraki et Amin. Le parti conduit des mesures de collectivisations et d'alphabétisation, notamment des femmes, aussi brutales que maladroites, ce qui provoque l'insurrection de la population rurale, majoritaire. Le gouvernement entreprend de réformer ou d'abolir certaines pratiques traditionnelles de natures féodales : les mariages forcés et la dot sont interdits, l'âge minimum légal pour le mariage est rehaussée et l'école est rendue obligatoire pour les filles. Les femmes obtiennent par ailleurs le droit de ne pas porter le voile, de circuler librement et de conduire. Un projet de légalisation du divorce est rédigé, mais n'est finalement pas instauré pour ne pas encourager l'insurrection des moudjahidines. Très optimistes, les dirigeants communistes espéraient éliminer l’analphabétisme en cinq ans. En 1988, les femmes représentaient 40 % des médecins et 60 % des enseignants à l'Université de Kaboul.
Le 14 septembre 1979, Hafizullah Amin, n°2 du gouvernement afghan, prend le pouvoir en faisant assassiner le président Taraki, protégé des Soviétiques. Ce coup d'État déplait aux Soviétiques, et, avec la politique sectaire du Khalq, est une des causes de l'invasion de l'Afghanistan par l'armée rouge, en décembre 1979. Hafizullah Amin ne survécut pas à cette invasion, mourant dans son palais présidentiel cerné par les Soviétiques.

#### Gouvernement duParcham(1979-1987)
Il sera remplacé par Babrak Karmal, chef de la fraction Parcham, plus modérée et écartant le Khalq des postes clés, mais qui ne pourra pas empêcher l'expansion de l'insurrection, l'invasion des Soviétiques, étant vue comme une sorte de colonisation du pays et accentuera le nationalisme, dont le fondamentalisme religieux, d'autant plus que surviendra en 1979 une révolution islamique en Iran, qui portera au pouvoir des religieux. Le PDPA comprenait plus de 160 000 membres à son apogée dans les années 1980.

#### Gouvernement de Mohammad Najibullah et du parti Watan (1987-1992)
Mohammad Najibullah, arrivé au pouvoir en 1986, écarte le parti du marxisme au profit du nationalisme, tandis que les soviétiques préparent leur départ d'Afghanistan, terminé en 1989. L'année suivante, le Khalq tente un nouveau coup d'État mais est vaincu. La faction se disperse alors, ses membres rejoignant l'opposition, notamment l'Hezb-e-Islami Gulbuddin. Le PDPA est renommé Parti Watan la même année, et continue de résister aux moudjahidines pendant deux ans, mais l'effondrement de l'union soviétique à la fin de 1991 prive le régime de ravitaillement et de logistique, ce qui  entraîne sa chute finale.

### Dissolution et postérité
Le parti sera dissous en mai 1992 à la suite de la guerre civile afghane et de l'effondrement de la république de Najibullah.
Depuis 2010, cependant, de nombreux communistes afghans tentent de faire renaître le Parti communiste en Afghanistan. Depuis 1992, ce parti a conservé l'image qu'il intégrait sans discriminations toutes les ethnies du pays. De plus, la grande violence, liée à l'islamisme radical, pousse de nombreux Afghans à revenir à des idées laïques, et les partis politiques laïcs manquent dans le paysage politique afghan actuel.
Il existe aussi en Afghanistan des Afghans qui sont en lien, ou qui sont intéressés par le Parti communiste chinois, ou plus généralement par le modèle communiste chinois. Cependant le gouvernement chinois ne semble pas encourager des mouvements communistes en Afghanistan de nos jours. Les Chinois semblent plutôt préoccupés par l'avancée des Talibans, le départ des troupes militaires américaines et occidentales d'Afghanistan, et par l'effondrement du pouvoir officiel afghan[réf. nécessaire].

## Idéologie
Les dirigeants du PDPA se sont toujours gardés de se réclamer trop ouvertement du marxisme-léninisme, idéologie perçue dans les campagnes comme athée et matérialiste, donc incompatible avec la pratique traditionnelle et rigoriste de l'Islam. Pourtant le PDPA se réfère dans ses documents à la révolution d'octobre, à Marx, Lénine, à l'avènement du socialisme, à la lutte contre l'impérialisme américain, à l'alliance avec l'union soviétique, à la dénonciation du maoïsme, etc. Le parti était bel et bien communiste et pro-soviétique, et était unanimement considéré comme tel à l'extérieur. Cependant, la connaissance du marxisme par la plupart de ses membres a souvent été superficielle, se limitant à de vagues slogans. Beaucoup de jeunes gens rejoignant les rangs du PDPA étaient avant tout enthousiasmés par l'idée de rejoindre une organisation subversive, ou bien aspirant à la création d'un pays moderne et laïque, que nombre d'entre eux ont observés durant leurs études en URSS. C'est plus la modernité que le socialisme qui les attirent. Ainsi, si le PDPA à dénoncé puis renversé le régime de Daoud Khan, à bien des égards il a appliqué la même politique (modernisation et centralisation de l'État aux dépens des structures tribales déjà existantes, efforts en faveur de l'alphabétisation de la population, en particulier des femmes, lutte contre le fondamentalisme islamiste, poursuite de l'irrédentisme pachtoune), quoique avec une violence accrue, notamment sous le Khalq.

## Journaux officiels
Le parti a eu deux journaux officiels avant la révolution : Khalq et Parcham, publiés en pachto et en persan, et qui ont donnés leurs noms aux deux factions du parti.

## Membres célèbres du PDPA

### Khalq
- Nour Mohammad Taraki
- Hafizoullah Amin
- Aslam Watanyar
- Assadoullah Sarwari
- Sayid Gullabzoï
- Sherjan Mazdouriyar
- Shanawaz Tanaï
- Ghulam Dastaghir Panjsheri
- Saleh Mohammad Zeary
- Shah Wali
- Abdelkrim Missaq

### Parcham
- Babrak Karmal
- Mohammad Najibullah
- Sultan Ali Keshtmand
- Anahita Ratebzad
- Nour Ahmad Nour
- Souleïman Laeq
- Abdul Qadir Dagarwal
- Mohammad Rafie